# Нордијска колонизација Америке
Нордијска или викиншка колонизација Америка је израз који се користи за настојања старих Нордијаца, најчешће навођених као Викинзи, да током средњег века успоставе трајна насеља на подручју Северне Америке. Они датирају од 10. века од времена када су викиншки морепловци истраживали подручје Северног Атлантика и успели открити Европљанима дотле непозната копнена подручја као што су Гренланд и ивична подручја северноамеричког континента. На Гренланду су основана трајна насеља која су се успела одржати следећих 500 година, док су се на обалу Северне Америке повремено слале експедиције с циљем добављања дрва и другог материјала; покушаји успоставе трајних насеља су, пак, обустављени, што се најчешће тумачило превише јаким отпором Скраелинга, односно домородачких Индијанаца. Наводи о викиншким походима у земљу Винланд, навођени у сагама се дуго нису схватали озбиљно, све док 1960. на северу Њуфаундленда није пронађен археолошки локалитет Ланси Медоуз.